# Aero 500

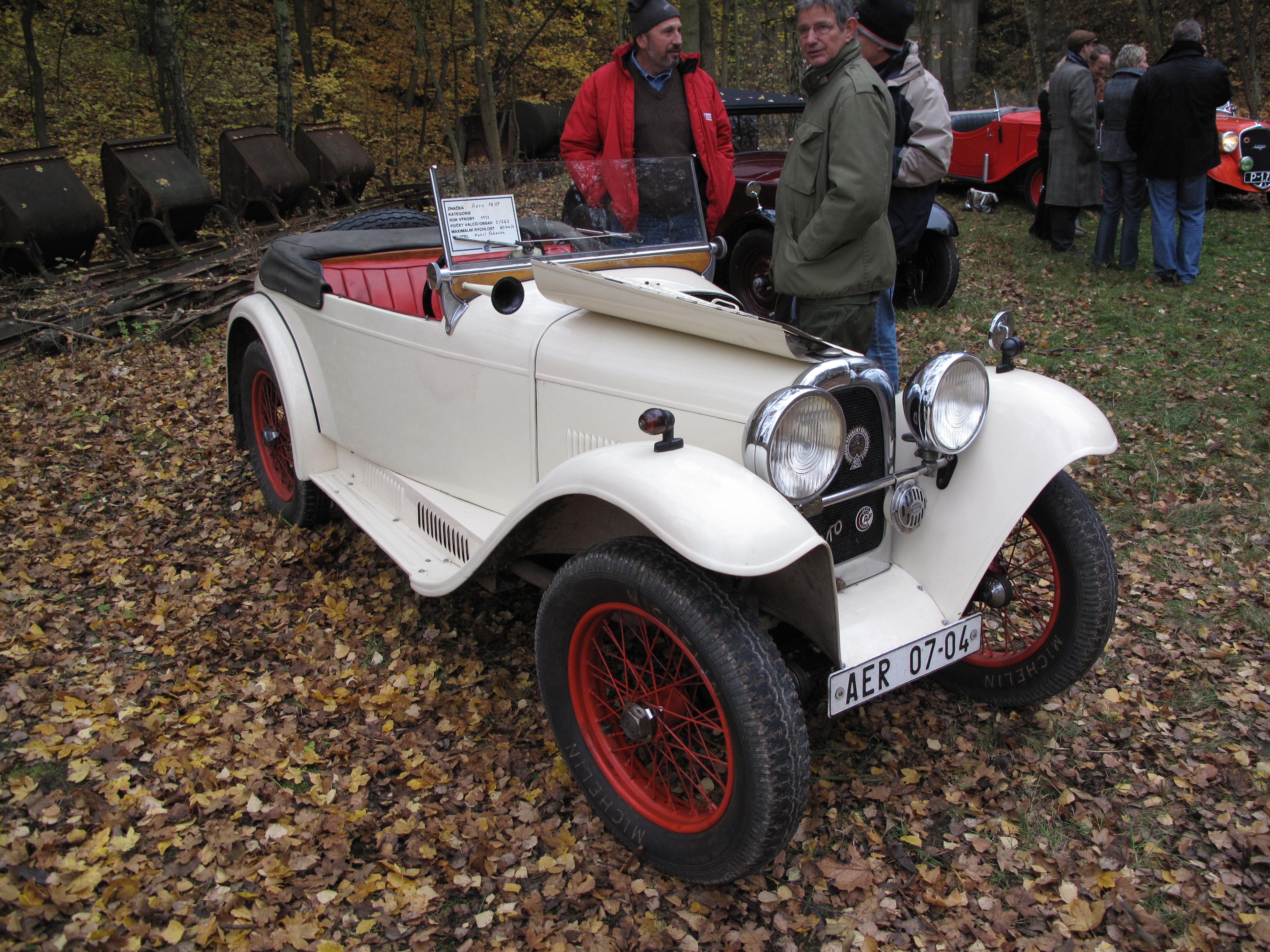
Aero 500 kabriolet (1930)

Aero 500 (podle obsahu; také Aero 10 – podle HP) je lidový osobní automobil, vyráběný v letech 1929–1931 leteckou firmou Aero v Praze-Vysočanech. V dalších letech se vyráběly zdokonalené verze 662 a 1000 s výkonnějším motorem. Byly to nejlevnější automobily na československém trhu, a přitom několikrát zvítězily na dálkových závodech po celé Evropě. 

## Historie
S nástupem hospodářské krize v roce 1929 prudce klesla poptávka po letadlech a podobně jako jiné letecké firmy (například BMW) se továrna dr. Kabeše pustila do výroby levných a jednoduchých automobilů. Povolala k tomu úspěšného konstruktéra ing. Břetislava Novotného, který zdokonalil a rozvíjel svůj model ENKA. Automobil měl ještě před veřejným představením velmi účinnou reklamu pod heslem „Malý vůz na velké cesty“. V říjnu 1929 s ním dvojice Bohumil Turek – Antonín Nahodil zvítězila v hvězdicovitém závodě na trati Praha – Paříž – Brest – Praha (3613 km) a vzápětí Praha – Hamburk – Praha (1300 km), kterou ujeli za 184 hodin a 35 minut, čili průměrnou rychlostí 26,6 km/hod. Roku 1930 a 1931 zvítězil Turek v závodě německého autoklubu ADAC na trati Berlín – Manzanares – Berlín. V roce 1931 dosáhl absolutního vítězství před slavným německým závodníkem Stuckem na voze Mercedes-Benz. V roce 1932 vykonal cestovatel František Alexander Elstner s vozem Aero 500 dálkovou jízdu do Albánie v délce 3300 km.
Automobil byl oblíbený i doma kvůli své spolehlivosti a ceně (18 000 Kč, později 16 600 Kč) a dostal přezdívku „cililink-ratata“ podle zvonivého zvuku při startování. V letech 1931-1933 se vyráběla i verze Aero 662 se silnějším dvouválcovým motorem o obsahu 662 cm³ a v letech 1933–1934 zdokonalená verze Aero 1000 s litrovým motorem.

## Popis
Malý a lehký osobní automobil s jednoválcovým dvoutaktním vodou chlazeným motorem vpředu a s pohonem zadních kol. Rozměry byly 3200/1190/1460 mm (délka/šířka/výška), rozchod kol vpředu 1050, vzadu 950, rozvor 2230 mm a hmotnost 460 kg (kabriolet). Dosahoval maximální rychlosti 60 až 70 km/h při průměrné spotřebě 5 l na 100 km. S karosérií limuzína byl čtyřmístný, s karosérií kabriolet dvoumístný, s dodatečným jedním místem v polootevřeném kufru.
Přední i zadní nápravy byly tuhé a kované, odpružené čtvrteliptickými podélnými péry a třecími tlumiči. Mechanické brzdy s lanky působily jen na zadní kola. Drátová kola měla pneumatiky o rozměru 4 x 19‘‘. Vůz byl vybaven elektrickým startérem, jehož pastorek se při startování zasunul do ozubení na obvodě setrvačníku, přičemž vydával charakteristický zvonivý zvuk. V provedení kabriolet (roadster) měl celokovovou elektricky svařovanou karosérii.